# Witaj w domu, Roxy Carmichael
Witaj w domu, Roxy Carmichael – amerykańsko-brytyjska komedia obyczajowa z 1990 roku.

## Główne role
- Winona Ryder – Dinky Bossetti
- Jeff Daniels – Denton Webb
- Laila Robins – Elizabeth Zaks
- Thomas Wilson Brown – Gerald Howells
- Joan McMurtrey – Barbara Barbie Webb
- Graham Beckel – Les Bossetti
- Frances Fisher – Rochelle Bossetti
- Robby Kiger – Beannie Billings
- Dinah Manoff – Evelyn Whittacher
- Sachi Parker – Libby Ohiemacher
- Stephen Tobolowsky – Burmistrz Bill Klepler
- Micole Mercurio – Louise Garweski
- John Short – Ronald Reems
- Robin Thomas – Scotty Sandholtzer
- Valerie Landsburg – Pani Day Ashburn
- Rhonda Aldrich – Charmaine, fryzjerka
- Ava Fabian – Roxy Carmichael
- Heidi Swedberg – Andrea Stein

## Fabuła
Dinky jest 14-letnią dziewczyną, którą adoptowała rodzina Bossettich. Jest nierozumiana i nieakceptowana przez rówieśników i rodzinę. Kiedy poznaje szkolnego psychologa dochodzi do wniosku, że nie może być społecznym wyrzutkiem. W tym samym czasie miasto przygotowuje się do przybycia znanej piosenkarki – Roxy Carmichael. Kobieta wyjechała z miasta 15 lat temu. Dinky wierzy, że Roxy jest jej biologiczną matką.